# جيمس لينغ
جيمس لينغ (بالإنجليزية: James Ling)‏ هو رائد أعمال أمريكي، ولد في 31 ديسمبر 1922 في هوغو في الولايات المتحدة، وتوفي في 17 ديسمبر 2004 في دالاس في الولايات المتحدة.